# Siegfried De Buck

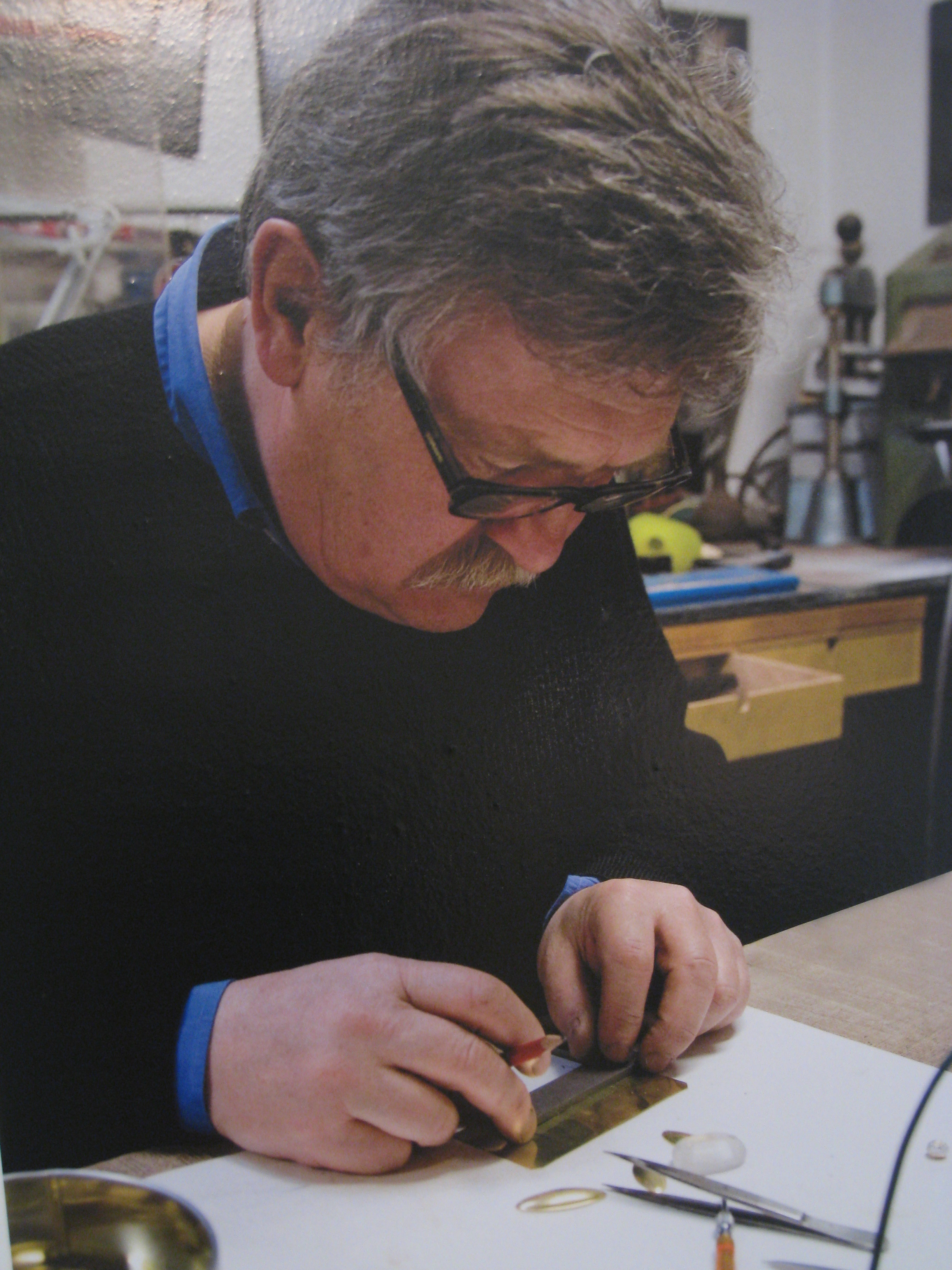
Siegfried De Buck, 2009

Siegfried De Buck (Kalken, 24 augustus 1949) is een Vlaamse edelsmid en juweelontwerper sinds 1971.
De Buck liep school aan de École des Métiers d'Arts te Maredsous en aan de École des Arts Décoratifs te Straatsburg. Hij is in 2007 docent aan de Karel De Grote-Hogeschool, Campus St.-Lucas te Antwerpen. Hij had tal van tentoonstellingen in binnen- en buitenland.

## Onderscheidingen
Als ontwerper ontving hij tal van onderscheidingen voor zijn kunstzinnige creaties:
- 1978: Laureaat provinciale prijs toegepaste kunsten Oost-Vlaanderen
- 1983: Onderscheiding De Beers De solitair voor haar
- 1985: Beeld aangekocht door de Vlaamse Gemeenschap
- 1992: Felix De Boeckprijs voor Edelsmeedkunst

## Tentoonstellingen
- 2000 - Het versierde ego, het kunstjuweel in de 20ste eeuw, Koningin Fabiolazaal, Antwerpen
- 2009/2010 - Design Museum, Gent